# Gennifer Hutchison
Gennifer Hutchison (* 19. Juli 1977 in Concord, Massachusetts) ist eine US-amerikanische Drehbuchautorin und Fernsehproduzentin.

## Leben
Hutchisons Fernsehkarriere begann 2001 als Assistentin im Produktionsstab verschiedener Fernsehserien. In unterschiedlichen Funktionen wirkte sie dabei in Die Einsamen Schützen, Akte X – Die unheimlichen Fälle des FBI, Star Trek: Enterprise, Threat Matrix – Alarmstufe Rot, Grey’s Anatomy sowie drei hierauf basierenden Fernsehfilmen, Raines, Mad Men und zuletzt Breaking Bad mit. Für Breaking Bad war sie 2009 auch erstmals als Drehbuchautorin tätig. Seit 2014 arbeitet sie außerdem als Produzentin.
Für ihre Arbeit als Autorin wurde Hutchison mehrfach ausgezeichnet, unter anderem mit vier WGA Awards. Seit 2013 ist sie mit ihrem Kollegen Andrew Ortner verheiratet, den sie bei ihrer Arbeit für Breaking Bad kennengelernt hatte.

## Filmografie
Als Drehbuchautorin
- 2009: Breaking Bad: Original Minisodes (Fernseh-Miniserie, 5 Folgen)
- 2010–2013: Breaking Bad (Fernsehserie, 5 Folgen)
- 2014: The Strain (Fernsehserie, 2 Folgen)
- 2015–2018: Better Call Saul (Fernsehserie, 8 Folgen)
- 2022: Der Herr der Ringe: Die Ringe der Macht (Fernsehserie, 2 Folgen)

Als Produzentin
- 2014: The Strain (Fernsehserie, 12 Folgen)
- 2015–2018: Better Call Saul (Fernsehserie, 40 Folgen, Supervising Producer, Executive Producer, Co-Executive Producer)
- 2022: Der Herr der Ringe: Die Ringe der Macht (Fernsehserie, 8 Folgen, Executive Producer)

## Auszeichnungen und Nominierungen
|      | Ergebnis  | Kategorie                                          | Award                 |
| ---- | --------- | -------------------------------------------------- | --------------------- |
| 2011 | Nominiert | Episodic Drama                                     | WGA Award (TV)        |
| 2011 | Nominiert | Drama Series                                       | WGA Award (TV)        |
| 2011 | Nominiert | Dramatic Series                                    | WGA Award (TV)        |
| 2012 | Gewonnen  | Dramatic Series                                    | WGA Award (TV)        |
| 2012 | Nominiert | Best Writing in a Drama Series                     | OFTA Television Award |
| 2013 | Gewonnen  | Dramatic Series                                    | WGA Award (TV)        |
| 2013 | Nominiert | Episodic Drama                                     | WGA Award (TV)        |
| 2013 | Gewonnen  | Best Writing in a Drama Series                     | OFTA Television Award |
| 2014 | Gewonnen  | Drama Series                                       | WGA Award (TV)        |
| 2014 | Gewonnen  | Episodic Drama                                     | WGA Award (TV)        |
| 2014 | Nominiert | Best Writing in a Drama Series                     | OFTA Television Award |
| 2015 | Nominiert | Outstanding Drama Series                           | Primetime Emmy Award  |
| 2016 | Nominiert | Drama Series                                       | WGA Award (TV)        |
| 2016 | Nominiert | New Series                                         | WGA Award (TV)        |
| 2016 | Nominiert | Outstanding Producer of Episodic Television, Drama | PGA Award             |
| 2016 | Nominiert | Outstanding Drama Series                           | Primetime Emmy Award  |
| 2017 | Nominiert | Drama Series                                       | WGA Award (TV)        |
| 2017 | Nominiert | Outstanding Producer of Episodic Television, Drama | PGA Award             |
| 2017 | Nominiert | Outstanding Drama Series                           | Primetime Emmy Award  |